# Peleng-Gelbschwanzratte

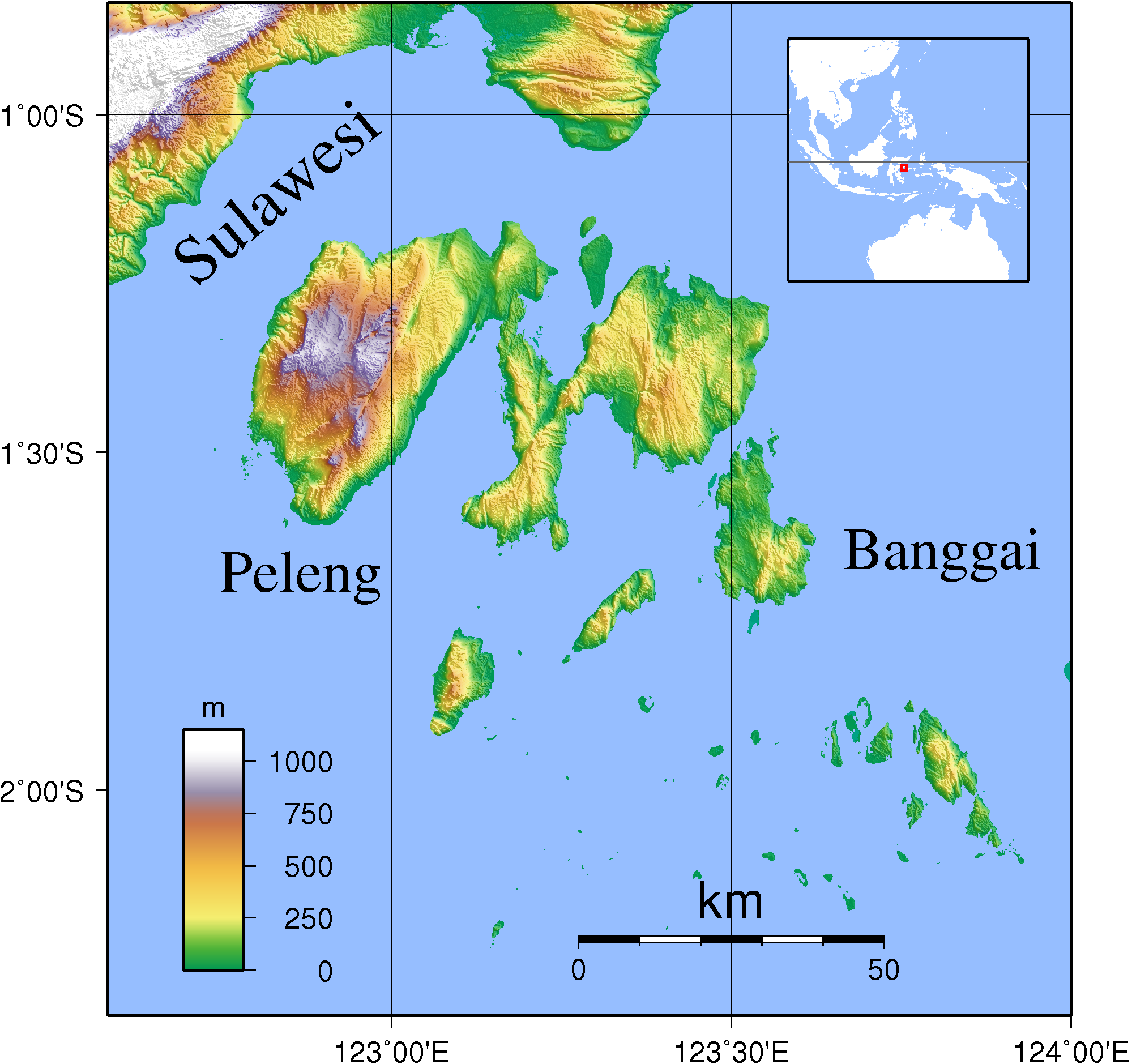
Lage von Peleng innerhalb der Banggai-Inseln

Die Peleng-Gelbschwanzratte (Rattus pelurus) ist ein auf der indonesischen Insel Peleng endemisches Nagetier in der Gattung der Ratten. Die Population wurde zeitweilig als Synonym der Nordöstlichen Gelbschwanzratte (Rattus xanthurus) oder, unter dem Namen Rattus bontanus foramineus, als Unterart der Südwestlichen Gelbschwanzratte (Rattus bontanus) betrachtet. Weitere genetische Studien sollten die Verwandtschaftsverhältnisse der Ratten auf und im Umfeld von Sulawesi genauer prüfen.

## Merkmale
Die Peleng-Gelbschwanzratte ist ein größerer Gattungsvertreter und erreicht eine Kopf-Rumpf-Länge von 236 bis 267 mm sowie eine Schwanzlänge von 245 bis 297 mm. Gewichtsangaben fehlen, die Hinterfüße sind etwa 45 mm lang und die Ohren erreichen 24 bis 26 mm Länge. Typisch ist raues Fell mit einigen biegbaren Stacheln, das oberseits graubraun und unterseits grau ist. Der Übergang ist fließend und der schwarze Schwanz hat auf den letzten 3/5 eine weiße Spitze. Die Art hat braune Ohren und von den paarig angeordneten Zitzen der Weibchen liegen 4 auf der Brust und 4 im Leistenbereich. Der Schädel ist im Verhältnis zum Körper kürzer als bei der Koopman-Ratte (Rattus koopmani). Letztere stammt auch von Peleng und ist vermutlich näher mit der Hausratte verwandt, als mit dieser Art.

## Verbreitung und Lebensweise
Alle bekannten Funde stammen von Peleng. Vermutlich bevorzugt das Tier Wälder. Es wird angenommen, dass die Peleng-Gelbschwanzratte baumbewohnend ist.

## Gefährdung
Welche Auswirkungen die erfolgten Waldrodungen auf den Bestand haben, ist nicht bekannt. Es fehlen Informationen zu den benötigten ökologischen Voraussetzungen. Die IUCN listet die Art mit unzureichende Datenlage (data deficient).